# Farscape
Farscape (1999 – 2003) é uma série de ficção científica australiana.

## Elenco
Elenco principal
- Comandante John Robert Crichton, Jr. - Ben Browder
- Oficial Aeryn Sun - Claudia Black
- Ka D'Argo - Anthony Simcoe
- Pa'u Zotoh Zhaan (temporadas 1-3) - Virginia Hey
- Dominar Rygel XVI - voz de Jonathan Hardy
- Chiana - Gigi Edgley
- Piloto - voz de Lani Tupu
- Capitão Bialar Crais (temporadas 1-3) - Lani Tupu
- Scorpius - Wayne Pygram
- Stark - Paul Goddard
- Joolushko Tunai Fenta Hovalis (temporadas 3-4) - Tammy MacIntosh
- Sikozu (temporada 4) - Raelee Hill
- Noranti (temporadas 3-4) - Melissa Jaffer

Elenco de apoio
- Meeklo Braca - David Franklin
- John Robert 'Jack' Crichton, Sr - Kent McCord
- Comandante Grayza - Rebecca Riggs

Participações especiais
- Douglas "D.K." Knox - Murray Bartlett
- Tenente Teeg - Christine Stephen-Daly
- Maldis - Chris Haywood
- Furlow - Magda Szubanski
- Gilina Renaez - Alyssa-Jane Cook
- Selto Durka - David Wheeler
- Jothee - Matthew Newton/Nathaniel Dean
- Co-Kura Strappa - Danny Adcock
- Xhalax Sun - Linda Cropper
- Ministro da Guerra Akhna - Francesca Buller
- Imperador Staleek - Duncan Young

## Jogo para PC
Um jogo para PC baseado na série de televisão foi produzido pela empresa Red Lemon Studios e lançado em 2002. O cenário do jogo corresponde à primeira temporada.

## RPG (Role Playing Game)
Um RPG utilizando o sistema d20 foi lançado pela empresa Alderac Entertainment Group.

## Recepção da crítica
Em sua 1ª temporada, Farscape teve recepção geralmente favorável por parte da crítica especializada. Com base de 11 avaliações profissionais, alcançou uma pontuação de 74% no Metacritic. Por votos dos usuários do site, atinge uma nota de 8.6, usada para avaliar a recepção do público.